# Printify
 (juillet 2024).
Printify est un site de service d'impression à la demande basé à Riga, Lettonie.

## Histoire
Printify est un site de service d'impression à la demande fondé par Artis Kehris, Gatis Dukurs et James Berdigans en 2015 et basé à Riga, Lettonie. Plus tard le quartier général de Printiful fut établi à San Francisco et dirigé par James Berdigans.
En mai 2018, Printify a reçu un investissement de 1 million de dollars pour étendre ses services aux États-Unis. L'année suivante, Printify a reçu un investissement supplémentaire de 3 millions de dollars, y compris de la part de H&M.
En novembre 2020, Printify a déménagé son siège social aux Entrepôts rouges de Riga. L'entreprise a aussi été incluse dans la liste The Americas’ Fastest Growing Companies 2020 de Financial Times
En octobre 2021, Printify a reçu un investissement de 45 millions de dollars pour le financement de Série A.
En décembre 2021, Printify annonce clôturer le financement de Série A a 50 million de dollars.

## Plateforme
Printify permet aux se connecter les utilisateurs[incompréhensible] avec les services d'impression à la demande.
En 2021, deux millions d'utilisateurs étaient actifs sur le site.